# Ampedus erythrogonus
Ampedus erythrogonus es una especie de escarabajo del género Ampedus, familia Elateridae. Fue descrita científicamente por Müller en 1821.
Esta especie se encuentra en varios países de Europa. 